# Brunch
Brunch, även frunch, är en måltid som intas på förmiddagen eller eftermiddagen och ersätter både frukost och lunch. 

## Etymologi
Brunch är en sammandragning av de engelska orden breakfast och lunch. På svenska har termerna frukostlunch, och tidigare även frukostmiddag förekommit, men frunch har blivit vanligare och anges år 2007 som ett nyord vars användning rekommenderas av Institutet för språk och folkminnen. Frunch registrerades 1993 som skyddat ord av en hamburgerkedja, men släppte denna fri 2014 då ordet fått generisk betydelse och därmed inte längre är möjligt att varumärkesskydda.

## Historia
Brunch har förekommit över 100 år i USA och England och frukostmiddag lika länge i Sverige. I Sverige försvann bruket men kom tillbaka under 1970-talet, först i Stockholm. Frukostmiddag serverades dock till de värnpliktiga på lördagar och söndagar under nittonhundratalet under namnet förstärkt frukost. Första gången ordet brunch användes var 1895 i den engelska tidningen Hunters Weekly då måltiden föreslogs som ett alternativ till söndagslunchen.

## Meny
Brunchen brukar bestå av mat som påminner om stadigare varianter av frukost. Vanligtvis intar man brunch mellan kl. 11-14. Till brunch serveras ibland flera rätter, gärna varm mat. En mer utbredd brunchkultur har sedan 2008 utvecklats i de större svenska städerna där många olika varianter och inriktningar på mat erbjuds, allt från klassiskt amerikanskt till nyskapande asiatiskt. Dock anses soppor och gratänger inte som brunch, då blir det lunch.

## Sverige
Det är vanligen på lördagar och söndagar som restauranger och hotell erbjuder brunch i Sverige. Många restauranger och kaféer av enklare typ erbjuder brunch per drop-in, medan finare hotell och restauranger oftast har sittningar 12.00 och 14.00.